# Gulleråsen
Gulleråsen, tätort i norra delen av Boda socken i Rättviks kommun. Gulleråsen genomkorsas av länsväg 301.
Enligt en gammal sägen skall Gulleråsen fått sitt namn efter jättekvinnan Gulla eller Gullas ingeborg, vars söner blandade sig med de första människor och utgjorde den första befolkningen i trakten. Sägnen dokumenterades redan på 1700-talet av Abraham Hülphers den yngre. Kyrkoherden Olof Kumblæus spekulerade på 1700-talet att hennes namn egentligen skulle vara Guldra och varit en huldra. Byn är samlad i flera byklasar, Sanden i norr, Sanmilsgårdarna på östra sidan av vägen, VästaBättjen väster om landsvägen och Sunnanåker i söder. I början av 1900-talet bestod byn av 70 gårdar.
SCB:s tätort omfattar dock även byarna Kärvåsen och Änderåsen.

## Befolkningsutveckling
| Befolkningsutvecklingen i Gulleråsen 1960–2020 | Befolkningsutvecklingen i Gulleråsen 1960–2020 | Befolkningsutvecklingen i Gulleråsen 1960–2020 | Befolkningsutvecklingen i Gulleråsen 1960–2020 | Befolkningsutvecklingen i Gulleråsen 1960–2020 |
| ---------------------------------------------- | ---------------------------------------------- | ---------------------------------------------- | ---------------------------------------------- | ---------------------------------------------- |
|                                                |                                                |                                                |                                                |                                                |
| År                                             |                                                |                                                | Folkmängd                                      | Areal (ha)                                     |
| 1960                                           | 1960                                           |                                                | 436                                            |                                                |
| 1965                                           | 1965                                           |                                                | 399                                            |                                                |
| 1970                                           | 1970                                           |                                                | 600                                            |                                                |
| 1975                                           | 1975                                           |                                                | 509                                            |                                                |
| 1980                                           | 1980                                           |                                                | 463                                            |                                                |
| 1990                                           | 1990                                           |                                                | 381                                            | 183                                            |
| 1995                                           | 1995                                           |                                                | 367                                            | 186                                            |
| 2000                                           | 2000                                           |                                                | 348                                            | 187                                            |
| 2005                                           | 2005                                           |                                                | 365                                            | 188                                            |
| 2010                                           | 2010                                           |                                                | 333                                            | 187                                            |
| 2015                                           | 2015                                           |                                                | 359                                            | 265                                            |
| 2020                                           | 2020                                           |                                                | 370                                            | 265                                            |
|                                                |                                                |                                                |                                                |                                                |